# Behausung

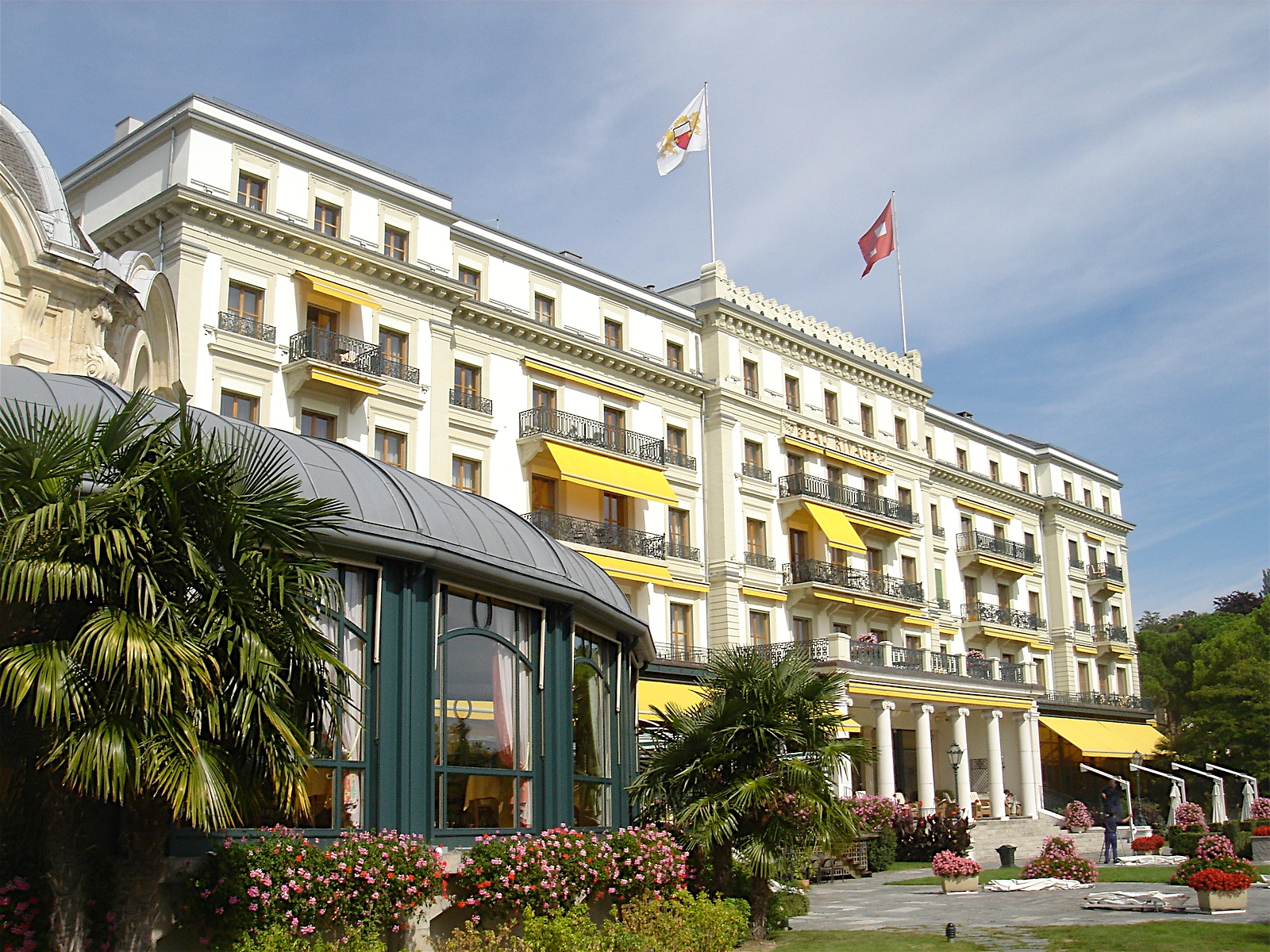
Luxus-Hotel Beau Rivage Palace in Lausanne

Eine Behausung ist ein geschützter, meist überdachter Ort für ein oder mehrere Lebewesen.

## Abgrenzung der Bezeichnung
In bestimmten Fällen bezeichnet man Orte für bestimmte Dinge auch als Gehäuse (nicht aber als Behausung), z. B. Uhrengehäuse. Ebenfalls ist die Bezeichnung Haus nicht immer wörtlich zu nehmen, z. B. bei Tieren oder bei temporären Behausungen des Menschen.
Man unterscheidet tierische und menschliche Behausungen. Sie können künstlich oder natürlich sein. Behausungen sind in der Regel stabil und wettergeschützt. Eine naturgegebene Behausung ist die Höhle bzw. das Abri (Felsüberhang).

## Menschliche Behausungen
Menschliche Behausungen können Wohnzwecken dienen oder als Befestigungen einen strategisch wichtigen Ort dem Zugriff anderer Menschen entziehen oder Ort sakraler Handlungen sein.

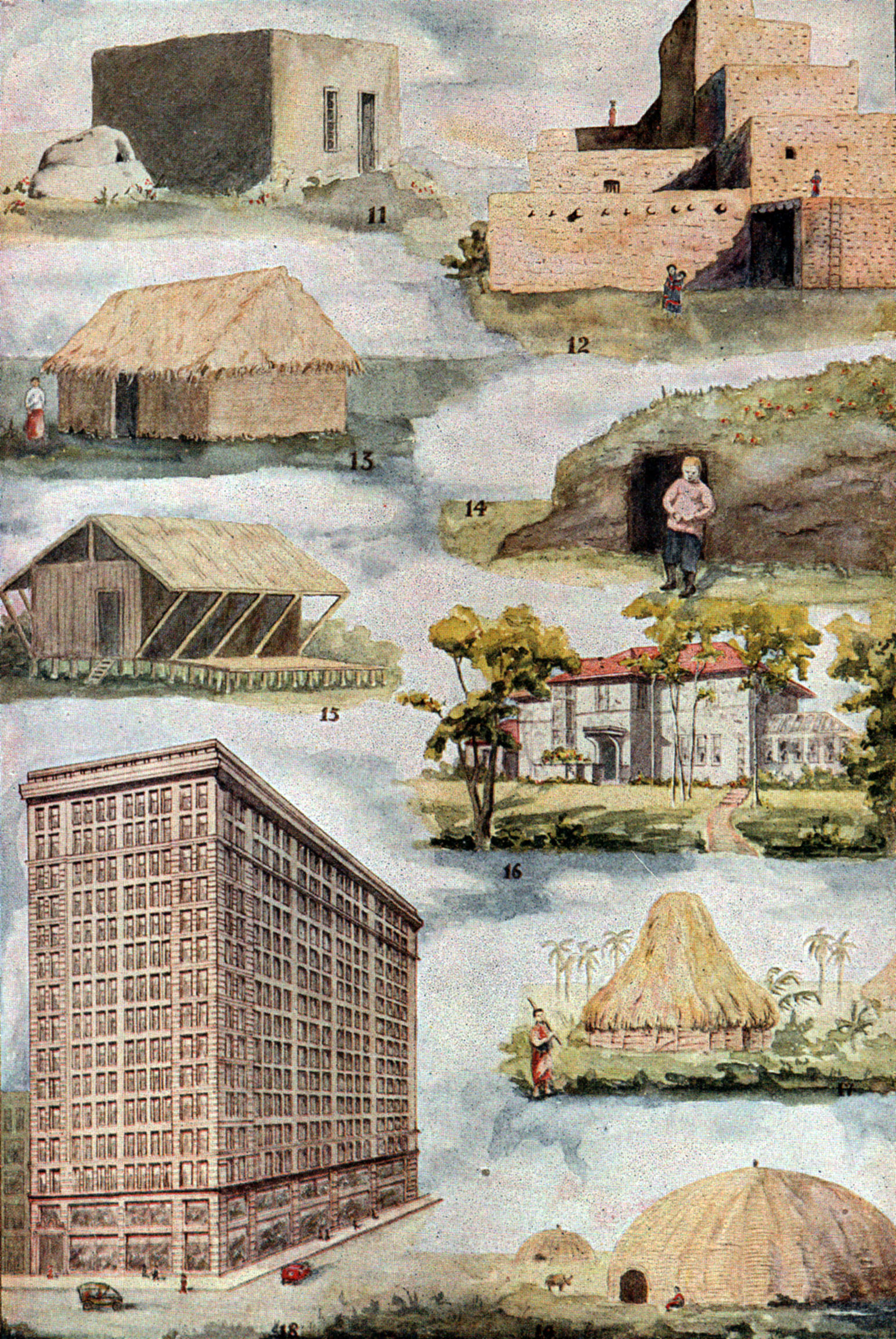
Verschiedene menschliche Behausungen

### Wohnbauten
Wohnbauten des Menschen besitzen vermutlich die vielfältigsten Ausprägungen. Eine der ältesten artifiziellen menschlichen Behausungen bildet das mobile Zelt. Es wird aus Trägermaterial (Stangen, Knochen) und Fellen oder Gewebe gefertigt. In der Gegenwart hat die Tourismus- und Sportindustrie eine breite Palette unterschiedlicher Zelte entwickelt. Einen naturgegebenen Baustoff in Gestalt festen Schnees nutzen die Erbauer des Iglu bei einer kalten Umgebung.

### Formen
Eine feste menschliche Behausung bildet das Haus ggf. mit der entsprechenden Wohnung bzw. Unterkunft.
Man unterscheidet vor allem
- nach Material:
  - Blätterhaus (aus Palmwedeln)
  - Erdhaus, Lehmhaus und Lehmziegelhaus (siehe Lehmbau), Wohnhöhle,
  - Holzhaus, Blockhaus
  - Fachwerkhaus
  - Steinhaus, Trullo
  - Glashaus
  - Schneehaus, Iglu
  - Textile Architektur[1]
    - Zelt, Tentorium, Tabernaculum, Zirkuszelt
    - Schwarzzelt (Nordafrika, eurasischer Trockengürtel)
    - Tipi (nordamerikanische Prärien, Plains und benachbarte Räume)
    - Wigwam und Wickiup (Nordosten und Osten Nordamerikas / Südwesten Nordamerikas)
    - Jurte (Mongolei)
    - Lavvu (Lappland)

  - usw.
- nach Status:
  - Hütte, Kate
  - Haus,  Wohnhaus
  - Villa
  - Palast
  - Schloss
  - usw.
- nach baulichen Besonderheiten:
  - Fachwerkhaus
  - Bungalow
  - Wasserburg
  - Rundkirche
  - Stabbau
  - Kuppelbau
  - Hochhaus, Wolkenkratzer
  - Fertighaus
  - Containergebäude
  - usw.

### Andere Formen der Behausungen
- Gotteshaus (Kirche/Dom/Kapelle, Moschee, Synagoge, Tempel und jeweils Schrein)
- Römisches Militärlager
- Burg
- Kaufhaus
- Rathaus
- Geschäftshaus, z. B. Bürogebäude, Ladengeschäft
- Schutzraum/Bunker
- usw.

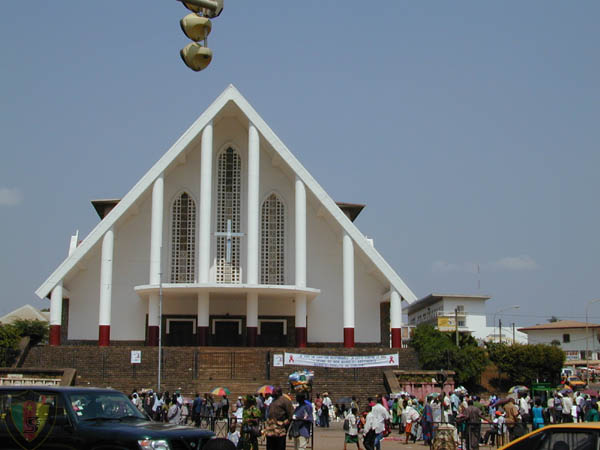
Kirche in Yaoundé (Kamerun)
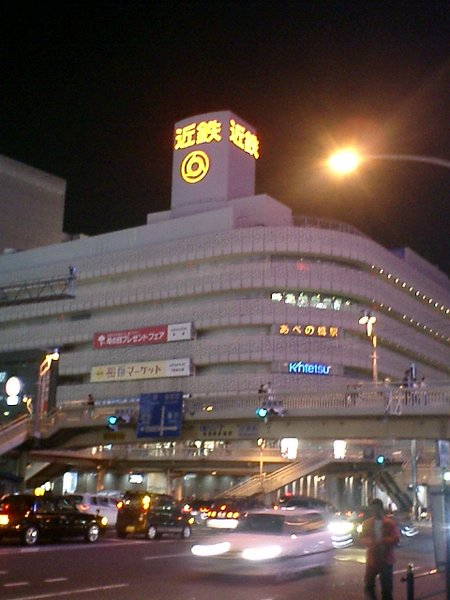
Kaufhaus am Kintetsu Abenobash, Osaka (Japan)
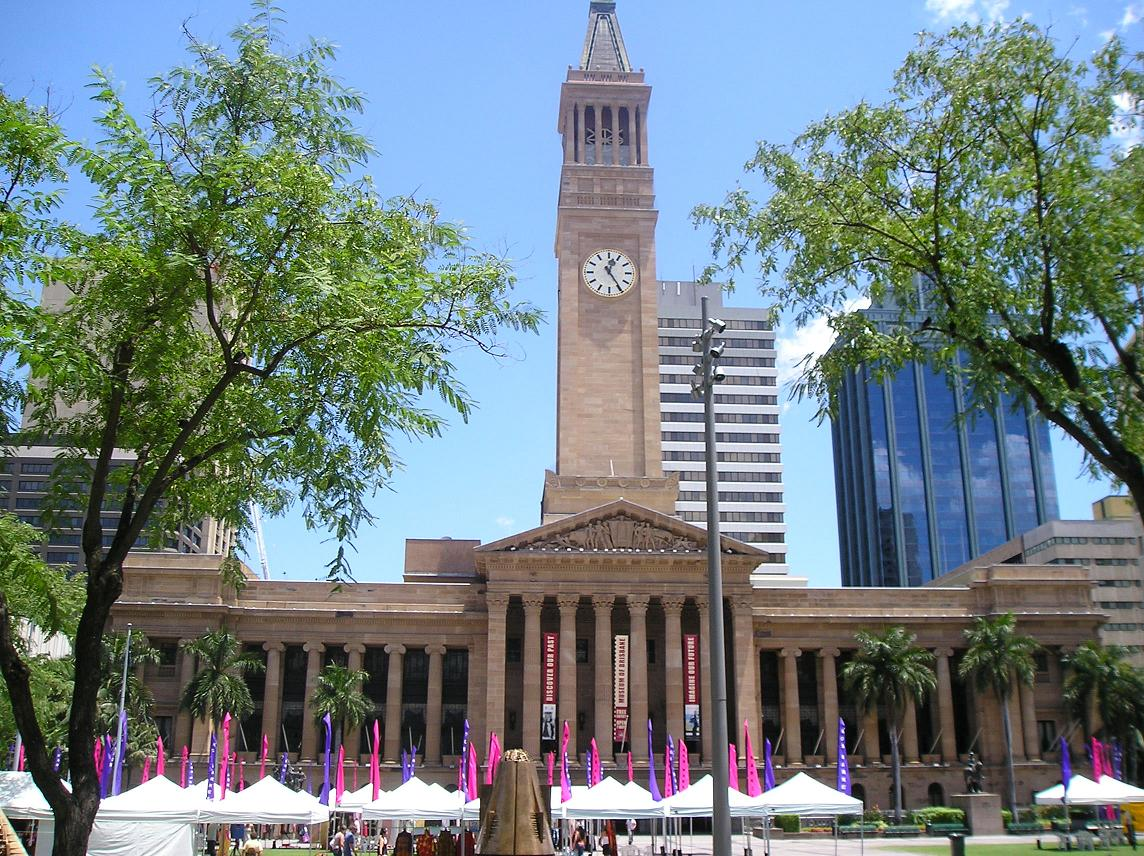
Rathaus Brisbane (Australien)
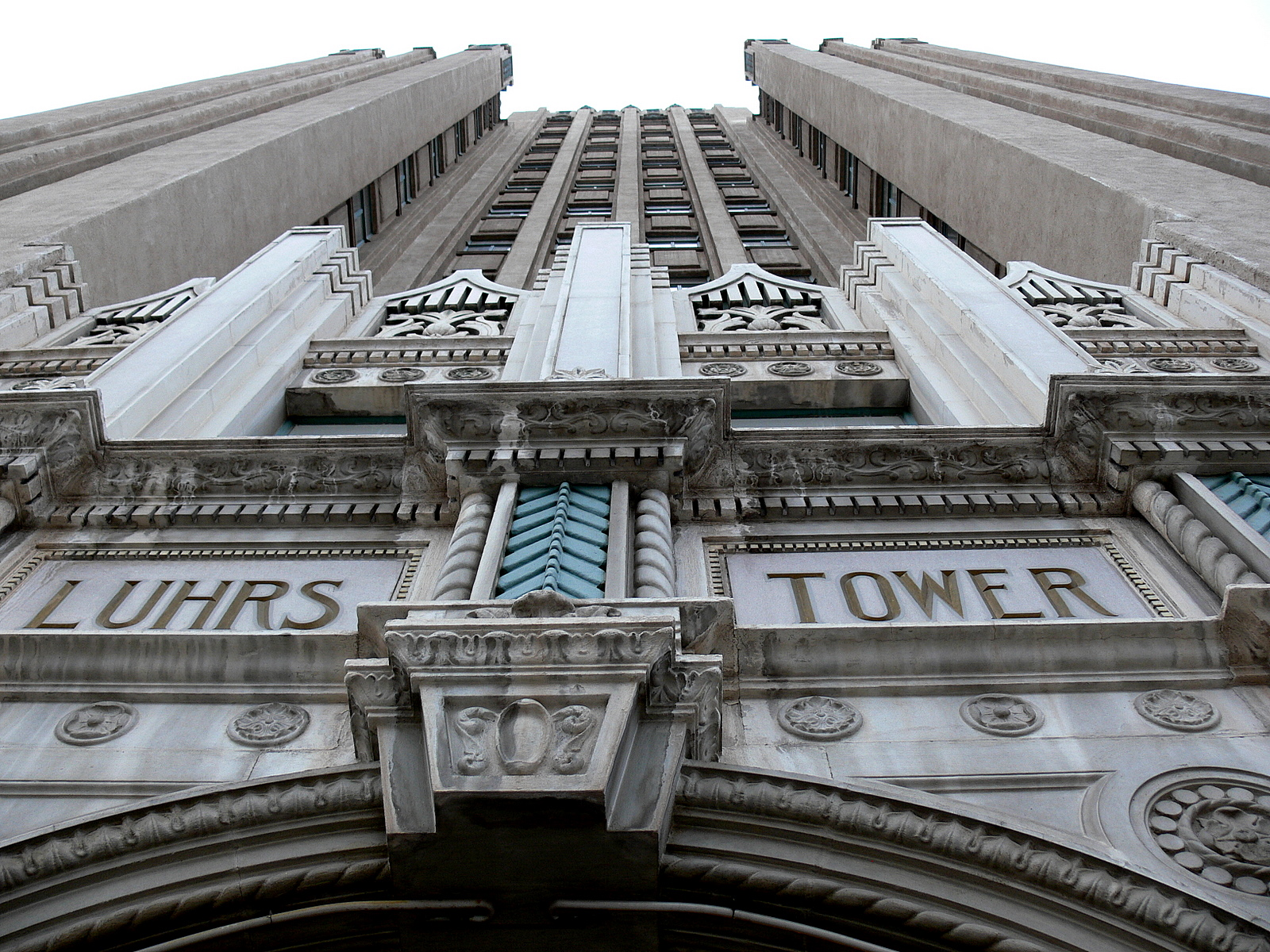
Geschäftshaus Luhrs Tower in Phoenix (USA)

## Tierische Behausungen

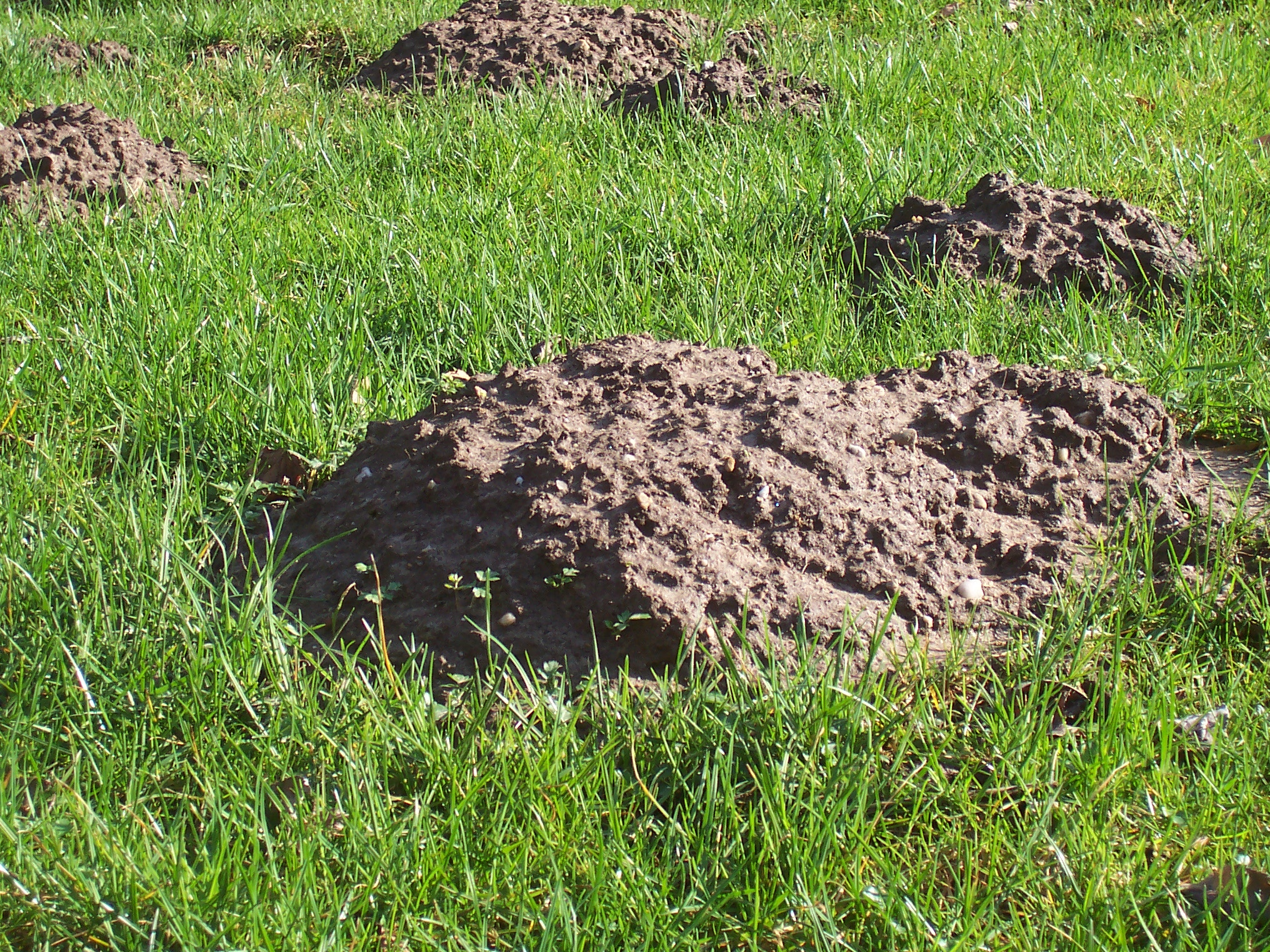
Maulwurfshügel

Eine Tierbehausung dient verschiedenen Funktionen und existiert in unterschiedlichen Formen. Typische Formen umfassen z. B. Gruben und Kuhlen (v. a. bei Säugetieren), Wohnhöhlen (darunter Kobel, Fuchsbau), Hügel (bei Säugetieren und staatenbildenden Insekten), Stöcke (z. B. Bienenstock), Nester (darunter Horste, Biwaknester, Gespinstnester und Schaumnester), Wochenstuben (bei Fledermäusen) und Gehäuse (z. B. Schneckenhäuser). Die von Menschen für Tiere errichtete Behausung ist der Stall oder der Käfig. Künstlich geschaffene Lebensräume für Tiere sind ferner Terrarien, Aquarien und Volieren.
Das Schneckenhaus – eine mobile Behausung – bildet eine ursprüngliche Einheit mit seinem Bewohner und wird beim Verlassen in bestimmten Fällen von anderen Tieren genutzt, z. B. vom Gemeinen Einsiedlerkrebs.

### Formen
In ethologischen Veröffentlichungen wird oft der Begriff „Wohnbaue“ im Zusammenhang mit Tieren verwendet. Wohnkonstruktionen durch Tiere oder von Tieren bezogene naturgegebene Rückzugsmöglichkeiten werden nach Bauform, Sprachraum und Tier aber oft anders bezeichnet (Beispiele in Klammern):
- Bau (Fuchsbau, Termitenbau, Ameisenbau; korrekter Plural[3] „Baue“, Fuchsbaue, Tierbaue – Pluralform mit „T“ ist für menschliche Bauten reserviert). Oberflächliche Ausgänge eines Baus werden als „Röhre“ bezeichnet
- Bauwerk
- Behausung (Tierbehausung)
- Gespinstnest (Gemeinschaftsnest mancher Spinnerraupen)
- Grube
- Höhle (Bärenhöhle, Spechthöhle).
- Horst (Nest eines Greifvogels oder bestimmter anderer großer Vögel)
- Hügel (Ameisenhügel, Maulwurfhügel, Termitenhügel)
- Kammer (bestimmter Abschnitt eines Tierbaus)
- Kessel in der Jägersprache der Hauptraum des Fuchs- oder Dachsbaus, Lager einer Wildschweinrotte und als Wurfkessel Nest der Bache mit Frischlingen
- Kobel (Nest der Eichhörnchen oder der Haselmaus)
- Kuhle (vorübergehender Schlafplatz von Rehen)
- Nest (Baumnest von Vögeln, Bodennest von Bodenbrütern, Wespennest, Baumnest von Affen, Ameisennest)
- Schaumnest bei manchen Insekten, Fischen, Fröschen
- Stock (Bienenstock)
- Wochenstube Sommerquartier der trächtigen Fledermäuse

### Funktionen
Ein Tierbau dient unter anderem zum Schutz gegen Fressfeinde und zur Vermeidung einer wechselhaften Witterung im Zuge der Thermoregulation. Tierbaue sind außer anatomischen Anpassungen Maßnahmen zur Minimierung von Bedrohungsfaktoren beim Aufenthalt, zumindest in Ruhephasen und für die Aufzuchtphase, in geschützten Bereichen. Der Wohnbau stellt einen Ausweg dar für weniger wehrhafte Landtiere in einer bedrohlichen Umwelt, Ruhezeiten besser zu überstehen. Aber nicht nur Wirbeltiere investieren viel Energie in den Bau gesicherter Rückzugsmöglichkeiten, gleiches gilt für andere Tiere wie Insekten.
Erdbaue oder Baumnester können zur Eiablage, Brutpflege oder nur für Ruhephasen, Winterruhe oder Winterschlaf darstellen und zeitweise oder langfristig genutzt werden. Viele Tiere verwenden Wohnbaue, um sich vor der Witterung (Kälte, Niederschlag) oder vor Räubern während Ruhephasen oder bei Nahrungsmangel zu schützen und zu verbergen. Während etliche Tiere vorhandene Rückzugsmöglichkeiten unverändert annehmen, führen andere aktive Baumaßnahmen aus. Dabei können einfache Sitzgruben bis zu aufwendigen Bauen hergestellt werden, in einigen Fällen können dort oder in Nebenkammern gleichzeitig Vorräte aufbewahrt werden. Manchmal sind Fluchtröhren Teil des Bauwerks, besonders bei Erdbauen.
Oft sind Handlungen des Nestbaus oder die geschlechtsspezifische Präsentation eines Nestes (oft Insignium eines Revierbesitzes) ein Bau zur innerartlichen Kommunikation, zur Werbung (die Qualität der Ausführung kann dann sexueller Selektion unterliegen) oder zur Festigung einer Paarbeziehung.

### Schutz
Wohnbaue werden unter Energieaufwand angelegt, um evolutionär bedeutsames und existenzielles Bedrohungspotential zu minimieren. Bedrohungen, welche durch Wohnbaue in nennenswertem Umfang tangiert werden können, werden primär vermittelt durch
1. Prädatoren (Räuber)[14]
2. Konkurrenten
3. Parasiten
4. Mikroorganismen
5. Oberflächenwasser
6. Frost
7. Hitze
8. Starkwind
9. Feuchtigkeit (Niederschlag, Luftfeuchte)

Anderen Risiken kann von einigen Tierarten durch geeignete Zusatzbauten begegnet werden (z. B. Nahrungsmangel durch Vorratshaltung).
Die Bedrohungslage ist abhängig von den akut vorherrschenden Bedrohungskomponenten im Habitat, der eigenen (anatomischen) Wehrhaftigkeit und Größe, Schnelligkeit und Ausdauer zur Flucht, individuellen Kreativität und Lebenssituation (Ei, Juvenilstadium, Adulttier, Trächtigkeit).
Die einzelnen Bedrohungsfaktoren wirken für jede Art und letztlich für jedes Individuum unterschiedlich. Beispielsweise verbergen sich unter dem Begriff Prädatoren so unterschiedliche Arten wie (je nach Beutegröße) auf dem Landweg kommende große Raubtiere oder kleine Räuber (Igel: Regenwurm) oder aus der Luft bedrohende Greifvögel oder aus dem Wasser sich nähernde Krokodile oder auf Bäumen kletternde Marder oder in Erdspalten eindringende Schlangen.

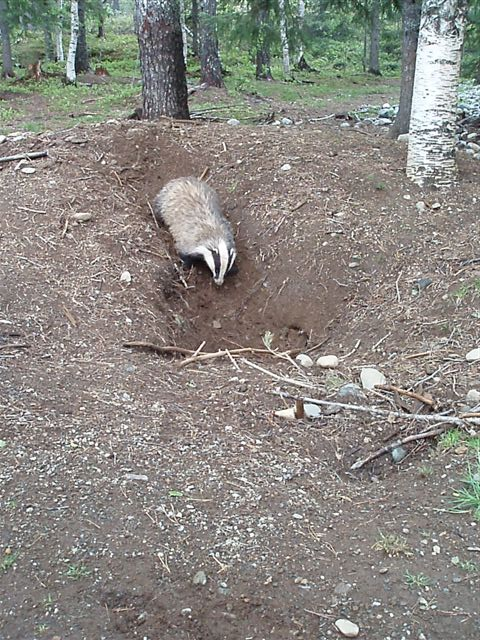
Dachs am Bau

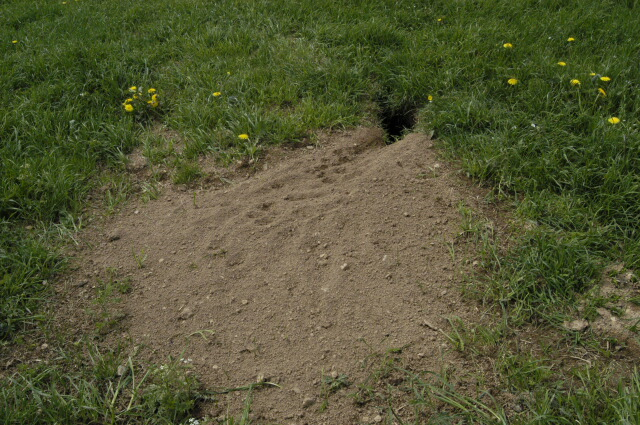
Eingang eines Fuchsbaus

Wie aus den Beispielen hervorgeht, birgt die evolutionäre Weichenstellung für eine bestimmte Bauform bereits wesentliche Schutzwirkungen im Gefolge. Gleichzeitig werden sich aber etliche Zusatzprobleme einstellen und der Bau oder die Suche nach den geeigneten Standortbedingungen, unter Umständen deren Eroberung, bindet Energie.

### Zusätzliche Schutzmaßnahmen
Zusatzmaßnahmen sind unter anderem abhängig von den spezifischen Bedürfnissen, den anatomischen Bedingungen, der Gewichtung des verbliebenen Bedrohungspotentials unter Einbeziehung der gewählten Bauform, der Aufzuchtdauer und dem lokalen Nahrungsangebot.
Bei Höhlen erhöht die Anlage von Zusatztunnels zwar die Sicherheit eines Erdbaus, bindet allerdings viel Energie. Die Anlage von Tunnelkrümmungen in einem komplexen Erdbau macht diesen zum Labyrinth für den Eindringling, woraus der Besitzer im Notfall entscheidende Vorteile erzielen kann. Voraussetzung für die Anlage ist eine zuverlässige Orientierung.
Der Biber verwendet praktisch täglich Energie darauf, den Wasserstand im Bereich des unterwasser liegenden Zugangs zu seinem Erdbau konstant zu halten. Dazu erbaut er eine Wassersperre, den Biberdamm, bessert ihn aus und öffnet ihn bei steigendem Wasserpegel. Diese Bemühungen dienen im Wesentlichen dem Ziel, die Zugangsöffnung zu seiner Wohnkammer für Prädatoren (außer Otter) unzugänglich zu gestalten. Bei Wassermangel wird er leichter Opfer. Kann er in seinem Revier den Wasserstand nicht beherrschen, legt er meist mehrere Zufluchtsorte an.
Die Funktion des Nebennestes mancher Vogelmännchen wird von einigen Ornithologen dahingehend gedeutet, interspezifische Brutparasiten abzulenken und in die Irre zu führen.
Amerikanische Erdhörnchen (Spermophilus spp.), insbesondere Weibchen, benagen das „Natternhemd“ (abgestreifter Häutungsrest) von Klapperschlangen (Crotalus spp.) und übertragen ihren Speichel dann auf ihr Fell und das der Jungtiere im Bau. Diese Duftmarkierung verbreitet sich im Bau und entströmt dem Eingang, sodass er von Klapperschlangen gemieden wird.

### Materialien
Die meisten Behausungen werden unter Verwendung exogener Baumaterialien, während z. B. bei Schnecken das Gehäuse ausschließlich durch Sekretion erzeugt und vom Stoffwechsel bereitgestellt wird (endogener Ursprung) und bei manchen Vögeln und Insekten eine Mischform vorkommt (z. B. Schwalbennester, Termitenhügel, Bienenstöcke).